# Reklamace
Reklamace je právní jednání, ve kterém smluvní strana závazkového vztahu uplatňuje odpovědnost za vady v plnění. Způsob reklamace, její oprávněnost a další záležitosti řeší právní předpisy nebo smlouva. Mezi příklady reklamací patří reklamace vadného zboží zakoupeného v obchodě nebo reklamace kvality poskytnutých služeb. Reklamace se řeší například opravou zboží, výměnou zboží za bezvadné, odstoupením od smlouvy nebo poskytnutím slevy.
Reklamaci je třeba uplatnit v tzv. reklamační lhůtě, která může být stejně dlouhá jako lhůta záruční. Je ale prekluzivní, takže neuplatněním práva z odpovědnosti za vady zanikají.
Na vyřízení reklamace má prodejce maximálně 30 dní. Nicméně, u specifických odvětví mohou platit mírně odlišná pravidla. Např. při reklamaci vyúčtování energií musí dodavatel odpovědět na reklamaci odběratele do 15 dní. Pokud došlo k chybě ve vyúčtování, do 30 dní od reklamace má dodavatel povinnost rozdíl vyrovnat.
Přesné znění pravidel pro reklamaci má být uvedeno v reklamačním řádu každého obchodu, firmy: v provozovně, na stránkách eshopu.

## Číslo RMA
Číslo RMA (z anglického Return Material Authorization nebo Return Merchandise Authorization) se používá k identifikaci reklamací a zásilek s nimi souvisejících, s cílem zjednodušit a urychlit vyřizování reklamací a snížit riziko chyb. Používá se na obalech reklamačních zásilek, v reklamačních dokumentech a v informačních systémech.